# Amastris notata
Amastris notata är en insektsart som beskrevs av Broomfield 1976. Amastris notata ingår i släktet Amastris och familjen hornstritar. Inga underarter finns listade i Catalogue of Life.